# Map World
Map World est un service de cartographie en ligne chinois lancé le vendredi 22 octobre 2010 par le Bureau d'État d'Enquête et de Cartographie (BEEC).
Il est disponible depuis n'importe quel navigateur mais son interface est pour le moment uniquement en langue chinoise.

## Historique
Le directeur du BEEC, M. Jiang Jie, a indiqué que la création du site a nécessité « environ deux ans » et que les images par satellite ont été prises « entre 2006 et 2010 ». 
M. Jiang a expliqué que ce site ne possédait pas autant de serveur que Google Maps et que les mises à jour du site se feront « deux fois par an ».
La cartographie de la Chine a un rendu visuel bien meilleur que le reste du monde et possède un niveau de zoom supérieur.